# Roráriusz cukrászda
A Roráriusz cukrászda Miskolc kedves emlékű vendéglátóhelye, a város első cukrászdájának jogutódja, a Széchenyi utca 3–5. szám alatt működött.

## Története
A később a Roráriusz cukrászdának helyet adó épületet Vay Ábrahám építtette az 1740-es években. A házat később görög kereskedők bérelték, majd 1828-ban itt nyitották meg Miskolc első cukrászdáját. Svájci cukrászok sora működtette, majd 1895-ben a Lőcséről származó Rábel Alberté lett a cukrászda, amit akkor ő rendezett be a később is megmaradt biedermeier bútorokkal. A székek kárpitja eredetileg bordó bársony volt, a falakat zöld tapéta borította, a hangulat megteremtéséhez velencei tükrök is hozzájárultak, a hideg napokon széntüzelésű cserépkályhával fűtöttek.
A cukrászdát 1938 novemberében vette át Roráriusz Gyula (nevét néha Rorárius formában is használta). Az új cukrászda nyitását újsághirdetésben tette közzé: „Tisztelettel tudatom a régi Rábel cukrász cég állandó fogyasztóival, hogy átvettem az üzletet és ugyanazon szellemben, de modernizált köntösben folytatom és iparkodom fejleszteni azt. Garanciát nyújt erre saját múltam is. 42 éve dolgozom a pályán… Rábel utódja Roráriusz”. Roráriusz Budapesten tanulta ki a mesterséget a Gerbeaud-nál, ahol húsz évig volt a cég munkatársa. Ezt követően évekig dolgozott IV. Károly udvari cukrászatában. Miskolc előtt tíz évig Cegléden vezetett cukrászdát. A miskolci cukrászda egy csapásra népszerűvé vált a közönség körében, de Roráriusz Gyula egészsége megromlása miatt 1947-ben átadta az üzletet unokaöccsének, Roráriusz Lászlónak. A mester 1948-ban hunyt el, a mindszenti temetőben nyugszik.
A Roráriusz cukrászdát 1951–1952-ben 42. számú egység néven államosították, később Béke cukrászda lett (a miskolciak azért mindvégig Roráriusznak vagy Rorinak hívták). A műemlék épületet – gondos előzetes feltárás után – 1954–1955-ben felújították, és hozzácsatolták a mellette lévő (Széchenyi u. 3.) ház szomszédos részét is. A cukrászda a diákság és az értelmiség kedvelt helye volt, egészen a felszámolásáig.
A cukrászdát és a szomszédos épületeket a városrendezés megsemmisítésre ítélte, 1971. november 25-én felrobbantották (helyén az ún. „Pátria”-tömböt építették fel). Berendezését Budapestre, a Magyar Kereskedelmi és Vendéglátóipari Múzeumba vitték. Úgy tíz év múlva a Pannónia szálloda földszintjén újraélesztették a Roráriusz cukrászdát, az eredeti bútorokkal berendezve. A Roráriusz nevet később – jogi problémák miatt – a Rori váltotta fel, de 1992-ben ez a cukrászda is megszűnt. A bútorzat még feltűnt egy másik cukrászdában, azóta nem tudni róla.